# 林熹瞳
林熹瞳（英語：Rachel Lam，1984年10月16日—），原名陳曉華，香港女演員。

## 簡歷
林熹瞳2006年畢業於香港演藝學院戲劇系(榮譽學位)。畢業後曾演出電影及劇集，後開設公司從事影視製作及藝人管理。
她於環球傳奇影視文化有限公司執行董事。憑著身兼監製、自編自演的電影《我們停戰吧！》於「印度諾伊達國際電影節」、「聖地牙哥國際電影節」、「美國環球優秀電影比賽」中，三度奪得最佳女主角；另亦於「美國環球優秀電影比賽」中奪得最佳編劇；電影亦在「印度諾伊達國際電影節」、「聖地牙哥國際電影節」、「美國環球優秀電影比賽」和「北荷李活國際電影中四度獲得最佳電影殊榮。
雖然身兼其他藝人的經理人，但她自己同時也在2022年加入無綫電視成為旗下基本合約藝人，再次從事幕前演出。2024年轉為經理人合約。

## 演出

### 電影
- 2009年：《怪談電影》飾演 （第一女主角）
- 2010年：《殭屍新戰士》飾演 （女配角）
- 2012年：《怪談電影：撩鬼》飾演 （第一女主角）
- 2014年：《怪談電影：屍骸之路》飾演 （第一女主角）
- 2015年：《我們停戰吧》飾演 葉香香 （第一女主角）[2]
- 2017年：《我老婆未結婚》飾演 唐糖（第一女主角）

### 電視劇／節目
ViuTV
- 2020年：《好人好姐》飾演 霜霜

香港電視網絡
- 2015年：《我阿媽係黑玫瑰》飾演 唐十芳（客串）
- 2015年：《導火新聞線》飾演 李璐（Noel）（女配角）
- 2015年：《大眾情性》飾演 何小草（女配角）
- 2015年：《還來得及再愛你》飾演 萬詩彤（包租婆）（第四女主角）
- 2015年：《末日+5（單元一）》飾演 陳金娣（安娜）（單元第一女主角）
- 2015年：《惡毒老人同盟》飾演 黃文鳳（女配角）
- 2015年：《三面形醫》飾演 溫文珊（Kelly）（女配角）
- 2015年：《夜班》飾演 蔣亦妮（Leslie）（第二女主角）

無綫電視
- 《詭異檔案》外景主持
- 2021年：《逆天奇案》飾 廖碧芝（首部無綫劇集）[2]
- 2023年：《法言人》飾 孫詠桐[2]
- 2024年：《再見·枕邊人》飾 聞琪[2]
- 2024年：《逆天奇案2》飾 廖碧芝
- 2024年：《法證先鋒6 倖存者的救贖》飾 施嘉瑩（Ceci）
- 2024年：《黑色月光》飾 黃澄澄（客串演出）[5]
- 2025年：《刑偵12》飾 歐可兒
- 未播映：《死有對証》飾 方文琪

有線電視
- 《寵物ER3》
- 《往事．並不如煙2》
- 《補習天后》飾 學生 （客串）
- 《我要成名》
- 《怪談》（女主持之一/助手）
- 《嚐．回味》（女主持）

亞洲電視
- 《情陷夜中環2》
- 《爸爸兩邊走》
- 《美麗傳說2星願》
- 《大城小故事》
- 《義無反顧》

香港電台
- 《教育電視》（中文）
- 《都市陷阱》
- 《鐵窗邊緣》（共3集）
- 《性本善》第六集（2007）飾 瑩
- 《流金頌》（2009）
- 《癌變解碼》（2009）
- 《海關故事》第五集（2009）
- 《有房出租》第一集（2009）
- 《潮爆香港》第一集（2010）
- 《火速救兵》第三集（2010）飾 海亦藍妻子 （女配角）
- 《非常平等任务》2011
- 《一屋住家人》2011
- 《證義搜查線3》2015

其他節目
- 《中文教育电视》
- 《食環署宣傳短片》
- 《朗文教育電視》
- 《HSBC內部宣傳短片》
- 《社會褔利署內部宣傳短片》
- 《機場內部宣傳片》

## 歌曲作品
- 林熹瞳：天降神兵 (動畫《神兵小將2》主題曲)
- 林熹瞳&艾威:《囧男囧女 》（電影《我老婆未結婚》片尾曲）
- 林熹瞳：《你還有我》（電影《我們停戰吧！》主題曲）

## 成就及獎項

### 電影獎項
- 美國景深國際電影節競賽2015-最傑出電影長片女主角
- 第二屆印度諾伊達國際電影節-最佳女主角獎2015
- 美國加州獨立電影節獎2015-傑出女主角獎
- 美國加州獨立電影節獎2015-傑出戲劇效果獎
- 美國加州國際榮譽電影競賽2015-傑出女主角獎

### 編劇獎項
- 美國加州國際榮譽電影競賽2015-傑出編劇獎
- 美國景深國際電影節競賽2015-最佳編劇獎
- 美國景深國際電影節競賽2015-劇情片劇本寫作冠軍大獎
- 美國景深國際電影節競賽2015-最佳原創藝術大獎

### 其他獎項
- 《暗戀桃花源》傑出演員獎
- 學友社獎學金
- 邦信獎學金
- BBC Image girl 之模特兒比賽冠軍
- 匯豐銀行獎學金（HSBC Scholarship to Beijing）
- 《侯貝多如戈》傑出演員獎
- 型男索女比賽亞軍
- 成龍獎學金（Jackie Chen Scholarship）

## 編劇作品
| 作品類別 | 作品名 |
| 電影作品 | 《我們停戰吧！》 《我老婆未結婚》(大陸譯名：囧到洛杉磯 ) |
| 電視作品 | ViuTV《好人好姐》 |
| 動漫作品 | 《神兵小將2》( 52集) (中央電視及玉郎動畫合作投資之3D動漫連續劇) 《神兵小將3》( 52集) (中央電視及玉郎動畫合作投資之3D動漫連續劇) 《開心魔法學院》( 104集 ) (原創動畫編劇作品) |
| 歌曲填詞 | 《你還有我》 |
| 書刊     | Malling 博客 (「時尚潮流」專題) 《新望》周刊 專欄(全中國發售，華南地區銷量冠軍) 《3周刊》專欄 《Fantasy of Art》寫真散文集 《Rachel外景手記》紀錄                            |

## 節目主持經驗
2004年
- 崇光百貨萬勝節

2005年
- 威士忌萬勝節
- Gatsby
- 荃灣戲劇節

2006年
- 柏麗購物大道聖誕亮燈儀式
- Blue Girl（2006-2007）

2007年
- 萬景峯樓盤展
- 有線怪談主持（2007-2010）

2009年
- 香港菁英會聖誕聯歡暨慶功晚宴
- 太古城秋冬妝容時裝展
- Neway梁漢文、方力申愛心慈善義賣日
- 上水中心意食爭霸戰
- 廣東省金銀珠寶玉器業廠商會第二屆理事會就職典禮 及 廣州花都國際珠寶商會五周年慶典
- 英皇集團日式連鎖餐廳「匠Mazter」開幕典禮
- 英皇金融集團2010年周年晚宴

2010年
- 新Mon怪談《陰間電台》
- 無線詭異檔案外景主持

2011年
- 青年廣場「創藝墟」開幕記者會
- 海皇國際集團有限公司—海皇粥店2011歲晚聯歡

2015年
- 《發現宮崎》，（HKTV綜藝節目，與周俊偉合作） （第一女主持）

## 表演

### 演唱演出
- 2004年：富豪酒店聖誕表演嘉賓
- 2006-07年：喝彩（音樂劇女主角）
- 2008年：香港功夫節表演嘉賓
- 2009年：西九龍中心表演嘉賓
- 2010年：廣州花都BB Club迷你演唱見面會
- 2010年：廣州動漫節大使簽唱會
- 2010年：澳門國際動漫節和友誼萬歲慈善演唱表演嘉賓
- 2010年：西九龍中心歌唱表演嘉賓
- 2018年：葵青區交通安全日表演嘉賓
- 2018年：葵青區清潔香港嘉年華表演嘉賓
- 2019年：葵青區道路安全嘉年華表演嘉賓

### 舞蹈演出
- 2002年：嶺南大學（Hip Hop）
- 2004年：萬勝節表演（Jazz）
- 2005年：俄羅斯節（絲帶舞）
- 2005年：嘉享灣樓盤表演（民族舞、竹舞）
- 2006年：IFC週年聚餐（扇舞）

### 舞台劇演出
- 2002年：與生俱來 飾 140
- 2003年：《The Glory of Living》飾 Kelly
- 2004年：《The Miser》飾 Elise
- 2005年：《Roberto Zucco》飾 明星、司儀、舞蹈員
- 2006年：國際綜藝合家歡：《Hamlet哈姆雷特》音樂劇 飾 奧菲利亞
- 2006年：春天多媒體 喝彩(Musical音樂劇)
- 2007年：春天多媒體 喝彩(二度重演) 飾 姐姐／Mandy／經理人
- 2011年：焦媛實驗劇團 大東亞異人娼館 （main actress 女主角）

## 榮譽榮銜
- 葵青區交通安全大使
- 醫能健醫學治療中心健康大使
- 「快周刊」2011年度亞洲愛心大使
- 香港消防安全大使
- 廣州動漫節大使
- 「清源工程」之「廉潔辦亞運」動漫宣傳作   品征集活動- 「廉政創作活動 宣傳大使」
- 亞運志願者藝術團動漫大隊藝術顧問

## 外部連結
- 林熹瞳個人論壇
- 林熹瞳的新浪微博
- 林熹瞳的Instagram帳戶
- 林熹瞳的Facebook專頁
- 林熹瞳在香港影庫上的簡介